# Коломбао-Вја Ређони (Сијена)
Коломбао-Вја Ређони је насеље у Италији у округу Сијена, региону Тоскана.
Према процени из 2011. у насељу је живело 115 становника. Насеље се налази на надморској висини од 331 м.